# Rutstroemia petiolorum
Rutstroemia petiolorum är en svampart som först beskrevs av Roberge ex Desm., och fick sitt nu gällande namn av W.L. White 1941. Rutstroemia petiolorum ingår i släktet Rutstroemia och familjen Rutstroemiaceae.   Inga underarter finns listade i Catalogue of Life.